# Lisa Marie Varon
Lisa Marie Varon (* 10. Februar 1971 in San Bernardino, Kalifornien, USA, als Lisa Marie Sole), besser bekannt unter ihrem Ringnamen Victoria und Tara ist eine US-amerikanische Wrestlerin. In ihrer Karriere gewann sie unter anderem zweimal die WWE Women’s Championship und fünfmal die TNA Knockouts Championship.

## Frühe Jahre
Varon wurde als Kind eines Puertoricaners und einer Türkin geboren. Sie wuchs als einziges Mädchen unter drei Brüdern auf, die alle Ringer wurden. Sie studierte an der Universität von Kalifornien in Los Angeles Medizin, mit dem späteren Ziel, Ärztin zu werden.
Varon begann mit dem Hanteltraining und strebte eine Karriere als Bodybuilderin und Schauspielerin an. Sie trat in den Jahren 1997 und 1998 bei ESPN’s Fitness America Series auf und hatte auch Nebenrollen in den Serien V.I.P. und Nikki. 1998 freundete sie sich beim Miss Galaxy Wettbewerb mit Torrie Wilson an, die ein Jahr später einen Vertrag bei der Wrestling-Promotion World Championship Wrestling unterschrieb. Daraufhin lud man auch Varon zu einer WCW-Aufzeichnung ein. Anschließend arbeitete Varon zunächst in der Fernsehindustrie weiter.

## Wrestling-Karriere

### World Wrestling Entertainment (2000–2009)
Zwischenzeitlich arbeitete Varon für ein kalifornisches Fitnessstudio, wo sie die Wrestlerin Chyna traf. Diese stellte Varon einigen WWE-Offiziellen vor. Nach ihrer Einstellung wurde sie in der Promotion Ultimate Pro Wrestling eingesetzt, einer der damaligen Farmligen der WWE.
Das offizielle Debüt in der WWE hatte sie im Juni 2000 unter dem Namen Victoria, zunächst als Begleiterin von Charles Wright.
Daraufhin wurde sie von der WWE zu weiteren Trainingsligen geschickt, zur Memphis Championship Wrestling und zur Ohio Wrestling Championship, wo sie den Namen Queen Victoria benutzte.
Im Juli 2002 wurde sie wieder in die WWE aufgenommen und im August desselben Jahres begann sie ihre erste größere Fehde gegen die damals amtierende WWE Women’s Champion Trish Stratus. Am 17. November 2002 gewann sie die WWE Women’s Championship und hielt ihn bis zum 30. März 2003. Dort verlor sie den Titel wieder an Trish Stratus in einem Triple Threat Match bei WrestleMania XIX.
Am 23. Februar 2004 gewann sie den WWE Women’s Championtitel von Molly Holly. Am 13. Juni 2004 verlor sie ihn erneut an Trish Stratus.
Nach mehreren Matches um den Titel wurde Varon am 17. Juni 2007 im Zuge eines Besetzungswechsels (der sog. WWE Draft) von RAW zu SmackDown geschickt. Nach unwichtigen Fehden sowie einer Allianz mit Kenny Dykstra verließ sie am 16. Januar 2009 die WWE. Ihren letzten Auftritt hatte Varon bei WrestleMania 25 in einer Battle Royal.

### Total Nonstop Action Wrestling (2009–2013)
Am 24. Mai 2009 gab Total Nonstop Action Wrestling bekannt, dass Varon einen Vertrag bei TNA unterschrieben hat. Sie hatte ihr TNA-Debüt in der iMPACT!-Ausgabe vom 28. Mai 2009 unter dem neuen Ringnamen Tara, was die Kurzform von „Tarantula“ ist. Bereits am 9. Juli 2009 besiegte Varon Angelina Love und wurde neue TNA Knockouts Champion. Zwei Wochen später bei der Großveranstaltung Victory Road verlor sie den Titel wieder an Love.

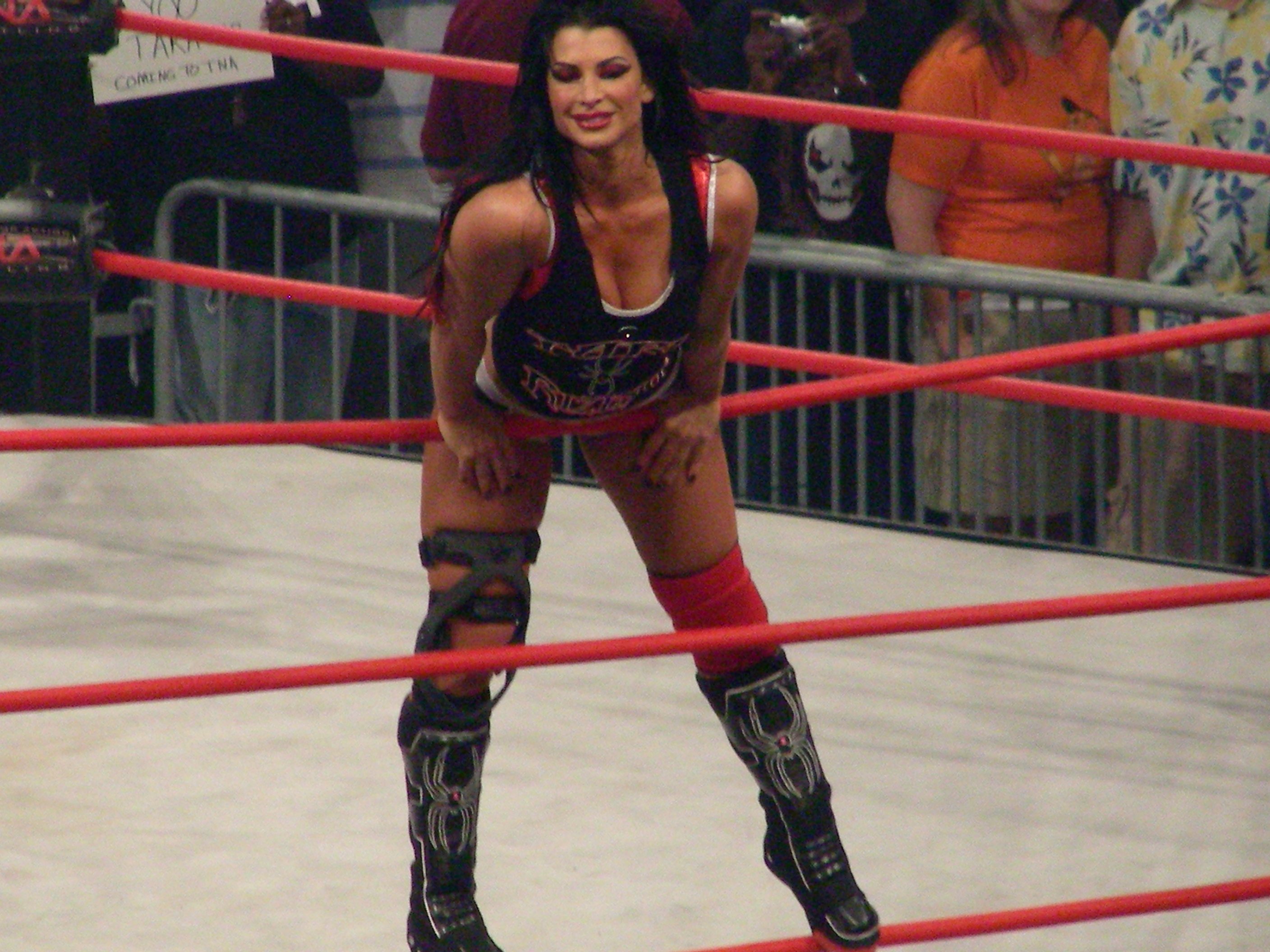
Tara bei Slammiversary 2009.

Bei Final Resolution am 20. Dezember 2009 besiegte sie ODB und gewann den TNA Knockouts Championtitel erneut. In der live ausgestrahlten Impact-Ausgabe vom 4. Januar 2010 musste sie den Titel wieder an ODB abgeben. Zwei Wochen später bei Genesis besiegte Tara ODB in einem „two out of three falls“-Match und gewann den Titel zum dritten Mal. Am 5. April 2010 in iMPACT! verlor sie den Titel an Angelina Love. Nach einigen Fehden um den Titel verließ sie TNA.
Am 11. Juli kehrte sie bei Victory Road an der Seite von Madison Rayne zurück. Am 10. Oktober 2010 wurde sie bei Bound for Glory erneut Titelträgerin, indem sie die bisherige Titelträgerin Angelina Love, Velvet Sky und Madison Rayne besiegte. In der folgenden iMPACT!-Ausgabe musste sie den Titel an Rayne abgeben, da sie laut Storyline bei ihr unter Vertrag stand. Beide bildeten eine Allianz bis Mai 2011, ehe der „Vertrag“ durch ein verlorenes Match von Rayne aufgelöst wurde. Es folgte eine kurze Fehde der beiden.
Bei den TV-Tapings zu Impact Wrestling am 12. Juli 2011 gewann sie zum ersten Mal zusammen mit Brooke Tessmacher die TNA Knockouts Tag Team Championship von Mexican America (Sarita & Rosita). Sie verloren den Titel am 26. Oktober 2011 bei den Aufzeichnungen zu Impact an Gail Kim und Madison Rayne. Bei Bound for Glory am 14. Oktober 2012 gewann sie von Miss Tessmacher erneut die TNA Knockouts Championship. Den Titel verlor sie am 26. Januar 2013 in einem Four Way Elimination-Match an Velvet Sky.
Am 16. Juli 2013 wurde Varon von TNA entlassen.

## Privatleben
Varon besitzt einen Car Custom & Tuning Shop in ihrer Heimatstadt Louisville/KY, in dem am 16. Dezember 2010 eingebrochen und mehrere Feuer gelegt wurden. Die Werkstatt brannte völlig aus, Menschen kamen nicht zu Schaden. Schon vorher stand der Shop in der Kritik, da ein lokaler Footballspieler einem TV-Sender berichtete, dass er der Werkstatt sein Auto überließ und völlig demoliert zurückbekam.

## Titel und Auszeichnungen

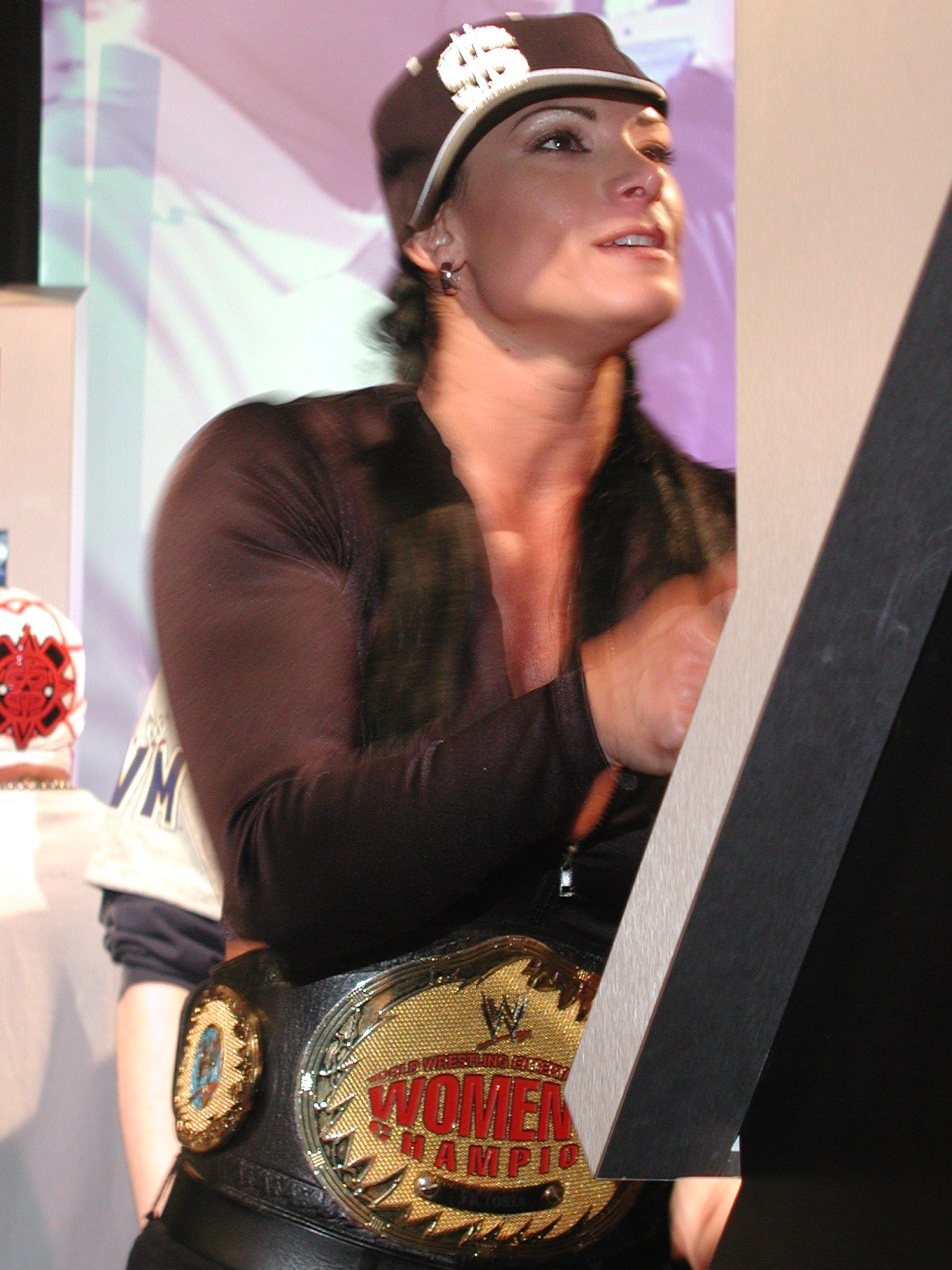
WWE Women’s Champion Victoria im März 2003.

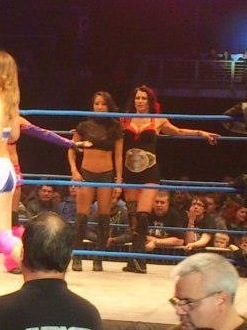
TNA Knockouts Champion Tara im Februar 2013.

### Cheerleading
- National Cheerleading Association
  - NCA All-American Award

### Fitness
- Debbie Kruck Fitness Classic
  - Platz 1 (Tall Class 1999)

- ESPN2 Fitness America Series
  - Platz 1 (1997)
  - Platz 2 (1998)

- Lifequest Triple Crown
  - Top 20 (1997)

- National Physique Committee
  - NPC Inland Empire (Platz 1 MW 1995)
  - NPC Team Universe (Platz 1 Tall Class 1999)

- Women’s Tri-Fitness
  - Ironwoman Tri-Fitness (Platz 4 1998)
  - Tri-Fitness Hall of Fame (2012)

### Wrestling
- Master of Ring Entertainment
  - MORE Wrestling Women’s Heavyweight Championship (1-mal)

- Pro Wrestling Illustrated
  - PWI Woman of the Year (2004)

- Total Nonstop Action Wrestling
  - TNA Knockouts Championship (5-mal)
  - TNA Knockouts Tag Team Championship (1-mal mit Brooke Tessmacher)

- World Wrestling Entertainment
  - WWE Women’s Championship (2-mal)